# St. Gangolf (Golmbach)

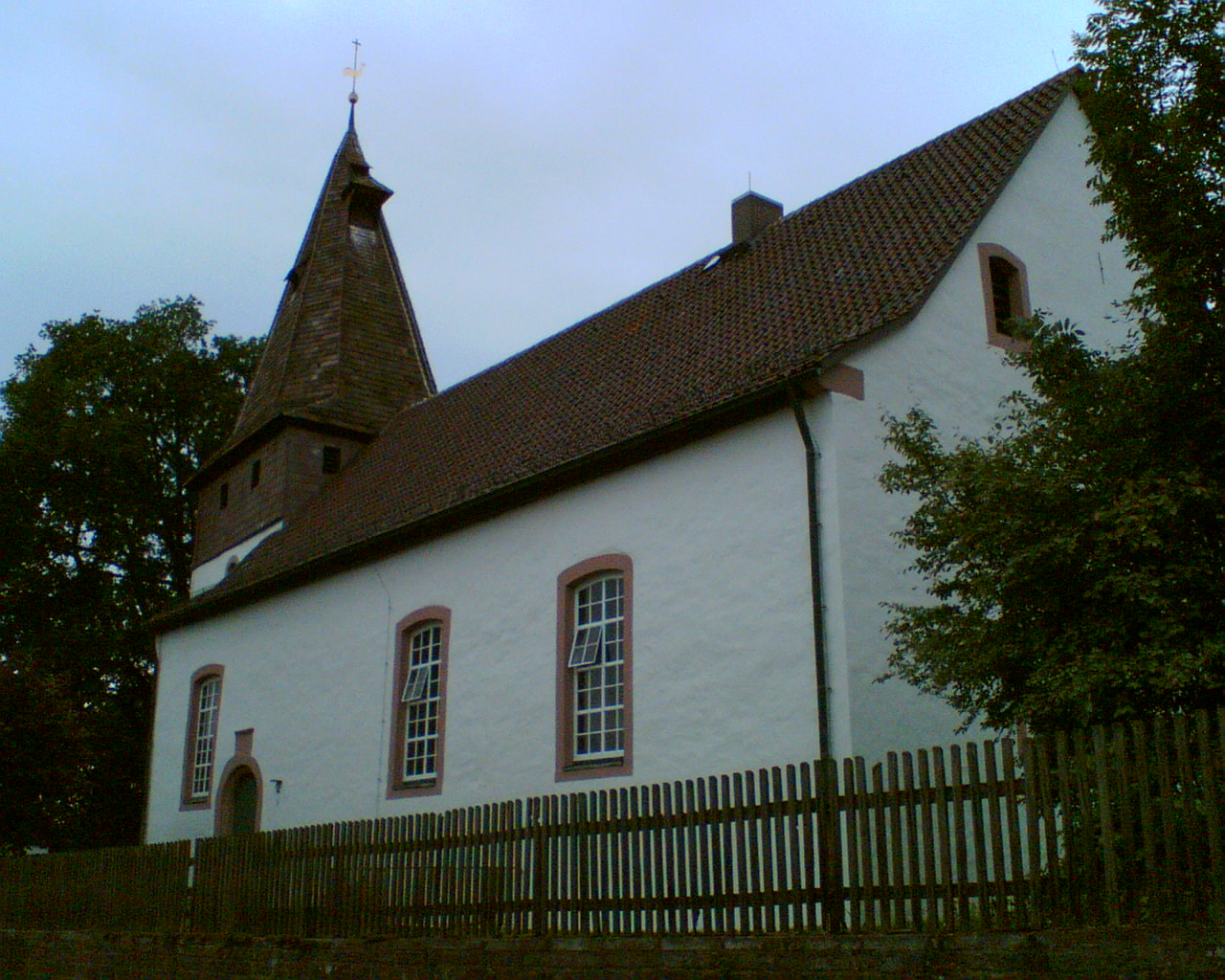
St. Gangolf

Die evangelisch-lutherische Kirche St. Gangolf steht in Golmbach, einer Gemeinde im Landkreis Holzminden in Niedersachsen. Die Kirchengemeinde gehört zum Pfarramt Amelungsborn im Kirchenkreis Holzminden-Bodenwerder des Sprengels Hildesheim-Göttingen der Evangelisch-lutherischen Landeskirche Hannovers.

## Beschreibung
Die kirchliche Tradition reicht nachweisbar bis ins 13. Jahrhundert zurück. Die jetzige Kirche wurde am Standort eines kleineren romanischen Vorgängerbaus 1604 errichtet, im Jahre 1582 entstand bereits der mit einem spitzen Helm bedeckte Kirchturm. Im Glockenstuhl hängen drei Kirchenglocken, die in den Jahren 1610, 1858 und 1972 gegossen wurden. 1784 wurden die Fenster des Kirchenschiffs vergrößert sowie eine Empore eingebaut. Beim Umbau 1961/62 musste der Kanzelaltar wegen starken Wurmbefalls entfernt werden. Der Kanzelkorb wurde wiederverwandt. Der Chor wurde mit einem Altarkreuz, den bronzenen Altarleuchtern sowie dem Mosaik über dem Altar mit Christus als Pantokrator neu gestaltet. An die frühere Einrichtung der Kirche erinnern der Taufengel aus dem 18. Jahrhundert, der Kronleuchter aus dem 19. Jahrhundert sowie ein Opferstock aus dem 13. Jahrhundert. Die Orgel wurde 1969 von Rudolf Janke gebaut. Sie verfügt über neun Register, ein Manual und ein Pedal.